# Consolida deserti-syriaci
Consolida deserti-syriaci là một loài thực vật có hoa trong họ Mao lương. Loài này được (Zohary) Munz mô tả khoa học đầu tiên năm 1967.